# 瑪麗·杜蘭
瑪麗·杜蘭（法語：Marie Durand；1711年7月15日—1776年7月），法國新教教徒。1730年8月25日，她因與母親一起參加胡格諾派的集會而被囚禁在位於艾格莫爾特的“康斯坦茨塔”，他的哥哥皮埃爾·杜蘭和她的丈夫也因爲是新教教徒的關係遭到逮捕並遭到處決，而瑪麗·杜蘭本人被囚禁長達38年。

## 生平
瑪麗·杜蘭出生於法國普里瓦附近的“Le Bouchet”小鎮的一個胡格諾派的基督新教家庭。他的哥哥皮埃爾·杜蘭是著名的胡格諾派傳教士和牧師。1729年瑪麗·杜蘭嫁給了一個與她年齡相差甚大的丈夫馬修·瑟雷斯（Mathieu Serres），她的父親艾蒂安（Etienne）是教區注冊員，1729年2月被捕，被關在布雷斯庫堡長達14年。他的哥哥皮埃爾·杜蘭於1732年在蒙彼利埃被處死。
1730年8月25日，瑪麗·杜蘭被囚禁在“康斯坦茨塔”，自此她在獄中度過了38年，直到1768年才被釋放。當時法國的天主教勢力對屬於新教的胡格諾派嚴厲打壓，禁止人們閲讀已經流傳在社會印刷版的《聖經》，除了關押像瑪麗·杜蘭這樣的新教教徒之外，甚至還對新教教徒處以死刑，並懸尸示衆。在服刑期間，只要瑪麗·杜蘭寫下悔罪書表示放棄新教的信仰立場，並皈依天主教就能獲得釋放，但是她拒絕了。監獄塔生活條件惡劣，冬天冷如冰窖，夏天熱如蒸籠。然而，她沒有爲此屈服，而是在這個惡劣條件下堅强地活了下來。她被送進這座監獄的時候還是一個妙齡少女，而出獄的時候已經是一個彎腰駝背，白髮蒼蒼的老婦人了。
瑪麗·杜蘭出獄之後，發表出版了50多件在獄中寫給親友的書信，並得到了來自阿姆斯特丹華隆教會的生活接濟（約200里弗爾），而她將此與鄰居亞歷山大·尚邦（Alexandre Chambon）分享。1776年7月瑪麗·杜蘭去世，終年約66歲。

## 繪畫描述

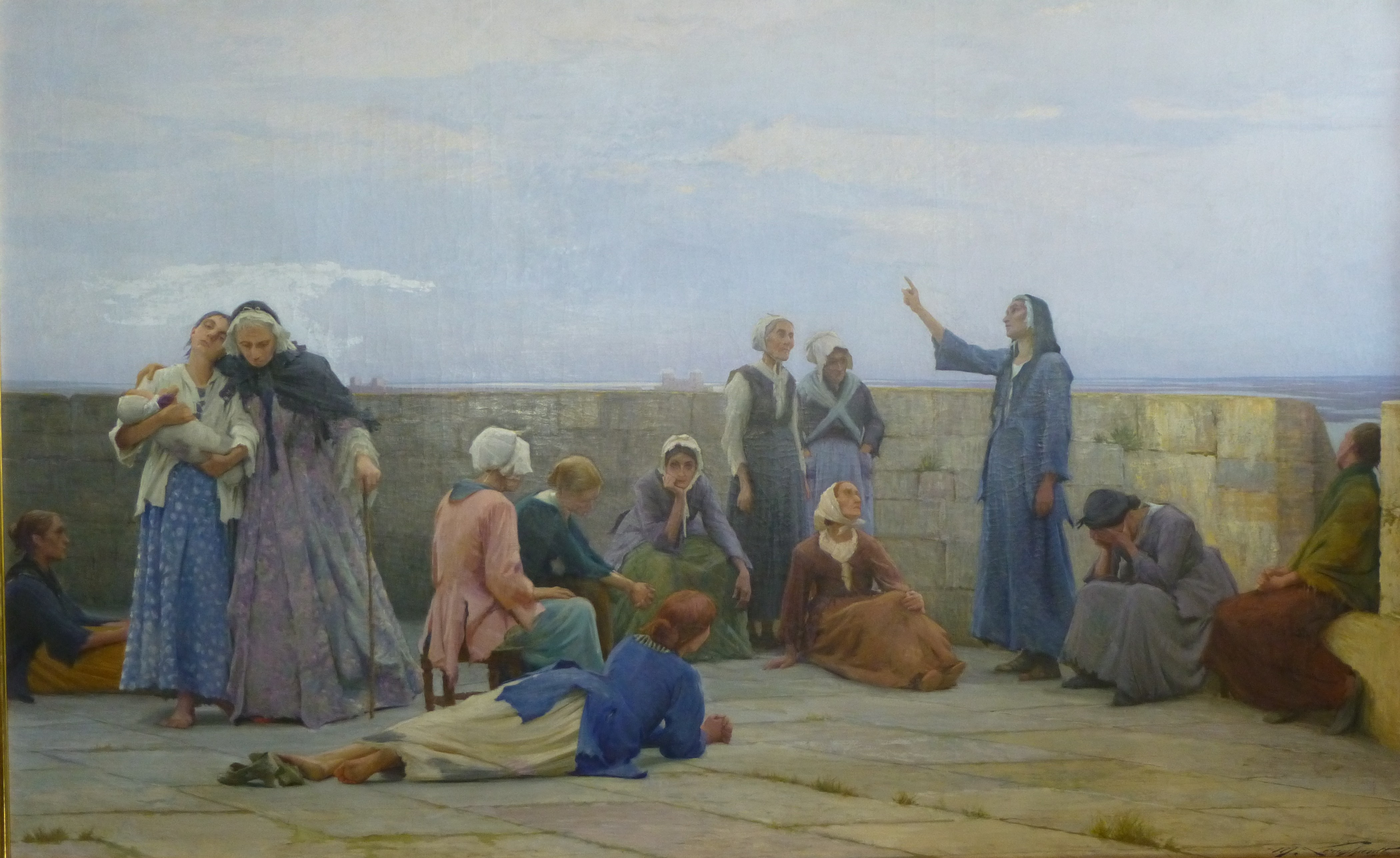
囚徒生活之一（在塔頂）
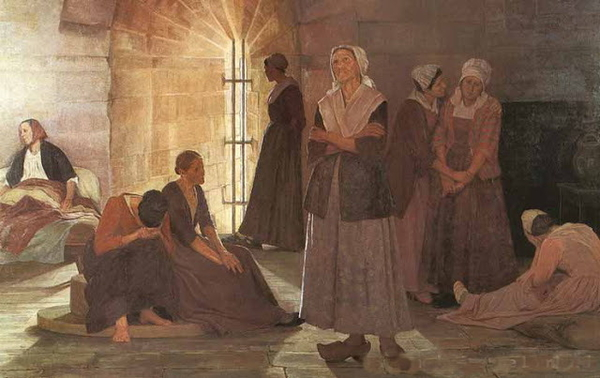
囚徒生活之二（在塔内）